# Ludwigia
Ludwigia és un gènere de plantes amb flors d'hàbits aquàtics. Consta d'unes 75 espècies de distribució cosmopolita però principalment es troben als tròpics.
Als Països Catalans es troben com autòctones o naturalitzades les espècies següents:Ludwigia palustris i Ludwigia uruguayensis.
Totes les espècies d'aquest gènere (excepte L. palustris) estan catalogades com a exòtiques invasores al territori espanyol. Entre altres, això implica que està prohibit comercialitzar-la i introduir-la al medi natural. Tampoc es poden reintroduir exemplars que hagin estat extrets de la natura.

## Taxonomia
Carl von Linné va donar aquest nom al gènere en honor del botànic alemany Christian Gottlieb Ludwig (1709-1773).
La classificació de les espècies de Ludwigia està sota debat científic i als Estats Units se'n fan anàlisis de l'ADN per a la classificació.
Algunes espècies
| - Ludwigia adscendens - Ludwigia alata - Ludwigia alternifolia - Ludwigia anastomosans - Ludwigia arcuata - Ludwigia bonariensis - Ludwigia brevipes - Ludwigia curtissii - Ludwigia decurrens - Ludwigia erecta - Ludwigia glandulosa - Ludwigia grandiflora - Ludwigia helminthorrhiza - Ludwigia hirtella - Ludwigia hexapetala - Ludwigia hyssopifolia - Ludwigia inclinata - Ludwigia lanceolata - Ludwigia leptocarpa - Ludwigia linearis | - Ludwigia linifolia - Ludwigia longifolia - Ludwigia maritima - Ludwigia microcarpa - Ludwigia natans - Ludwigia octovalvis - Ludwigia palustris - Ludwigia peploides - Ludwigia peruviana - Ludwigia pilosa - Ludwigia polycarpa - Ludwigia ravenii - Ludwigia repens - Ludwigia sedioides - Ludwigia simpsonii - Ludwigia spathulata - Ludwigia sphaerocarpa - Ludwigia suffruticosa - Ludwigia virgata |

## Galeria

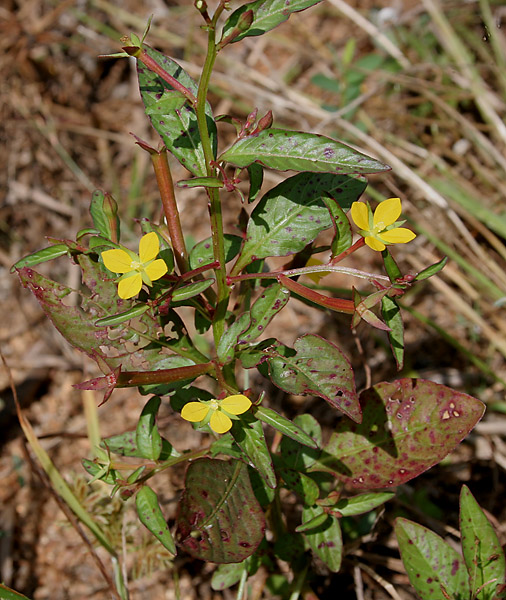
Ludwigia perennis a Narsapur, Índia.
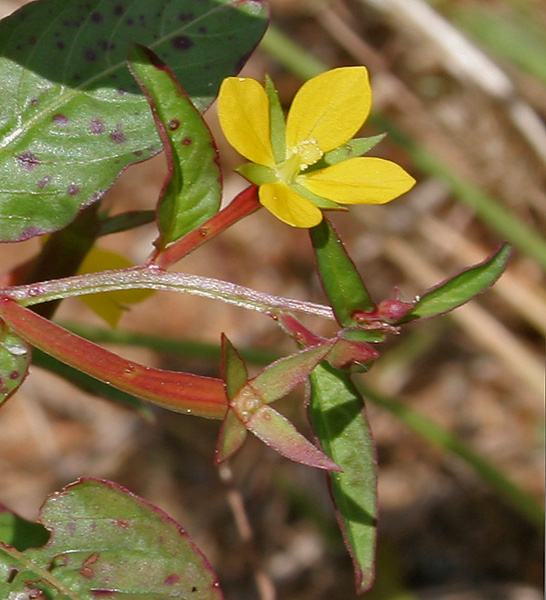
Ludwigia perennis a Narsapur.
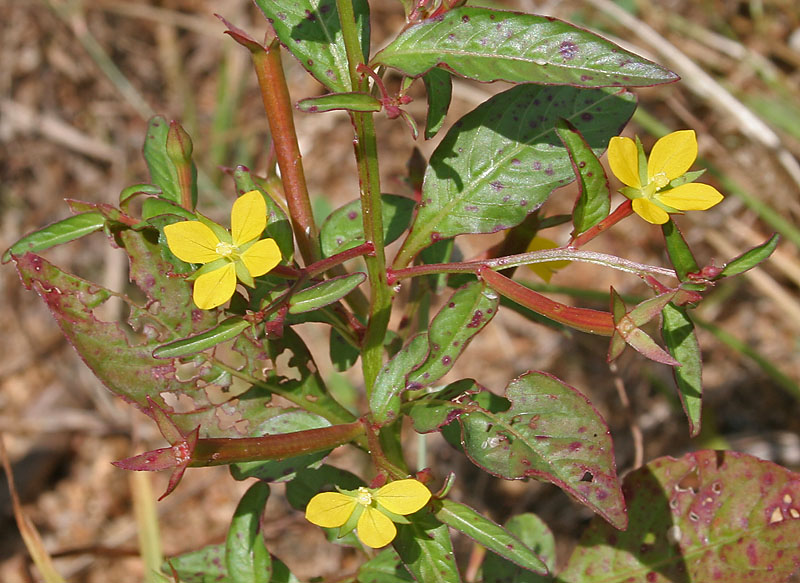
Ludwigia perennis a Narsapur.